# Paisatge nocturn amb dues noies
Paisatge nocturn amb dues noies és un quadre de Joan Brull Vinyoles que forma part del fons del Museu Abelló i que mesura 63 × 80 cm. El quadre mostra dues noies: una dempeus, somrient amb delicadesa; l'altra asseguda i amb un instrument entre les mans. Ambdues figures es miren mútuament i queden integrades en el paisatge, fet que ens mostra la unitat compositiva de l'obra.
Cromàticament, predominen tonalitats fosques: una gradació de verds, marrons i blaus que combinats creen una atmosfera nocturna, un joc de colors que evoca un món propi dels somnis.
Tal com es defineix a Realitat i somni, la llum de les obres de l'autor és «inquietant, indefinida, que dona un ambient misteriós a l'obra». Aquest tractament ja apareix en altres obres de l'autor, com per exemple a Ensomni, que actualment es troba a l'MNAC i és considerada una de les obres de referència de l'autor.

## Temàtica
Brull aconsegueix endinsar-se en el món oníric, «a mig camí entre la tendresa i la melancolia». i l'artista ―que s'allunya del moviment realista precedent― crea un paisatge misteriós que ens remet al món del somni, una lluna creixent que ens descobreix els encants de la natura. Tal com afirma Francesc Fontbona, historiador de l'art i membre de l'Institut d'Estudis Catalans: «per a un altre simbolista, Joan Brull, el paisatge ―sol o com a context de figures― és sempre un lloc de somni».

## Exposicions
Paisatge nocturn amb dues noies ha estat exposat als següents llocs:
- La Mirada de l'Artista, Museu Abelló. Mollet del Vallès, 01/03/1999 - 21/01/2007
- L'art modern a la col·lecció Abelló s.XIX-XX, Museu Abelló. Mollet del Vallès, 21/01/2007
- La finestra oberta. Paisatgisme català 1860-1930, Museu d'Art de Sabadell, 01/09/2004 - 09/12/2004
- La finestra oberta. Paisatgisme català 1860-1930, Museu del Vi. Vilafranca del Penedès, 14/12/2004 - 23/02/2005
- La finestra oberta. Paisatgisme català 1860-1930, Biblioteca Museu Víctor Balaguer. Vilanova i Geltrú, 23/02/2005 - 11/05/2005
- La finestra oberta. Paisatgisme català 1860-1930, Museu de Manresa, 11/05/2005 - 29/06/2005
- La finestra oberta. Paisatgisme català 1860-1930, Edifici Miramar de Sitges, 29/06/2005 - 21/09/2005
- La finestra oberta. Paisatgisme català 1860-1930, Museu de Mataró, 21/09/2005 - 04/11/2005
- La finestra oberta. Paisatgisme català 1860-1930, Museu de Molins de Rei, 04/11/2005 - 14/12/2005
- La finestra oberta. Paisatgisme català 1860-1930, Museu de Terrassa, 14/12/2005 - 23/01/2006
- La finestra oberta. Paisatgisme català 1860-1930, Museu de Badalona, 24/01/2006 - 01/03/2006
- La finestra oberta. Paisatgisme català 1860-1930, Museu de Martorell, 13/03/2006 - 10/05/2006
- La finestra oberta. Paisatgisme català 1860-1936, Museu Abelló. Mollet del Vallès, 11/05/2006 -30/06/2006